# Alexandre Martin
Alexandre Martin (ur. 1815, zm. 1895) – francuski robotnik (z zawodu mechanik), działacz socjalistyczny, zwany potocznie robotnikiem Albertem. 
Politycznie powiązany z Louisem Blanquiem. Brał udział w rewolucji w 1830 roku i powstaniu lyońskim w 1834. W 1848 roku członek Rządu Tymczasowego oraz wiceprzewodniczący Komisji Luksemburskiej. Za swoją działalność skazany dożywotnie więzienie, z więzienia zwolniony w 1859 roku, na skutek amnestii. W 1870 roku, w trakcie Komuny Paryskiej zasiadał w Komisji Barykad.